# Schoenorchis vanoverberghii
Schoenorchis vanoverberghii är en orkidéart som beskrevs av Oakes Ames. Schoenorchis vanoverberghii ingår i släktet Schoenorchis och familjen orkidéer. Inga underarter finns listade i Catalogue of Life.